# Adriano Correia
Adriano Correia Claro, bekannt als Adriano oder Adriano Correia (* 26. Oktober 1984 in Curitiba), ist ein ehemaliger brasilianischer Fußballspieler. Der brasilianische Nationalspieler kam sowohl als Außenverteidiger als auch als Mittelfeldspieler, vorwiegend auf der linken Seite, zum Einsatz.
Er besitzt neben der brasilianischen auch die spanische Staatsbürgerschaft.

## Karriere

### Vereine
Adriano begann seine Karriere beim Coritiba FC in seiner Heimatstadt. Im Januar 2005 wechselte er zum spanischen Erstligisten FC Sevilla, bei denen er einen Vertrag über viereinhalb Jahre unterzeichnete. Sein Ligadebüt für Sevilla gab er bei der 0:4-Niederlage gegen den FC Barcelona am 21. Spieltag der Saison 2004/05. Adriano war seit diesem Spiel auf der linken Seite gesetzt und bestritt in dieser Saison insgesamt 16 Ligaspiele, fünf davon über die volle Spielzeit. Sein Team wurde am Ende dieser Saison Sechster und qualifizierte sich damit für den UEFA-Pokal. In den folgenden zwei Jahren gewann er mit Sevilla zwei Mal den UEFA-Pokal. Beim Gewinn des UEFA-Pokals im Jahr 2007 erzielte er im Finale gegen Espanyol Barcelona, das seine Mannschaft nach Elfmeterschießen gewann, den Führungstreffer. Bereits im September 2006 hatte Adriano seinen Vertrag bei Sevilla um zwei weitere Jahre verlängert.
2009/10 nahm er mit Sevilla an der UEFA Champions League teil, wo er mit Sevilla, wie schon in der Saison 2007/08, im Achtelfinale ausschied.
Zur Saison 2010/11 wechselte er zum FC Barcelona und war damit die erste Neuverpflichtung unter dem neuen Präsidenten Sandro Rosell. Er unterschrieb einen Vierjahresvertrag mit Option auf ein zusätzliches Jahr. Die Ablösesumme betrug 9,5 Millionen Euro und kann sich um weitere 4 Millionen Euro erhöhen. Am 2. Oktober 2011 erzielte Adriano beim 1:0-Auswärtserfolg gegen Sporting Gijón das entscheidende Tor, es war sein erstes im Trikot des FC Barcelona.
Zur Saison 2016/17 wechselte Adriano für eine Ablösesumme in Höhe von 600.000 Euro, die sich bei einer Qualifikation für die UEFA Champions League um 1,7 Mio. Euro erhöhen kann, in die türkische Süper Lig zu Beşiktaş Istanbul. Im Juli 2019 kehrte Adriano nach Brasilien zurück, wo er sich Athletico Paranaense anschloss. Der Kontrakt erhielt eine Laufzeit bis Ende 2020, wurde aber Mitte August 2020 beendet, als Correia wieder nach Europa zum belgischen Erstdivisionär KAS Eupen wechselte und dort einen Vertrag für die Saison 2020/21 erhielt. Correia bestritt für Eupen 24 von 33 möglichen Ligaspielen und zwei Pokalspiele.
Sein zum Ende der Saison 2020/21 auslaufender Vertrag wurde nicht verlängert. Danach beendete er seine aktive Karriere.

### Nationalmannschaft
Mit der brasilianischen U-20-Auswahl gewann Adriano 2003 zusammen mit Dani Alves bei der Juniorenweltmeisterschaft in den VAE die Goldmedaille. Er stand mit Ausnahme des letzten Gruppenspiels gegen Australien in jeden Spiel seiner Mannschaft in der Startaufstellung.
Im Juli 2003 debütierte er für die A-Nationalmannschaft während des Gold Cups 2003 beim ersten Spiel gegen Mexiko. Adriano, der in diesem Turnier alle fünf Spiele von Anfang an bestritt, scheiterte mit Brasilien im Finale an Mexiko.
2004 war er bei Brasiliens Erfolg bei der Copa América 2004 dabei, blieb aber ohne Einsatz. Am 15. November 2006 bestritt Adriano sein vorerst letztes Länderspiel. Erst vier Jahre darauf, am 11. Oktober 2010, wurde er wieder im Dress der Seleção eingesetzt. Unter Trainer Mano Menezes, der das Team nach der enttäuschend verlaufenden WM in Südafrika übernahm, wurde Adriano in der Freundschaftspartie gegen die Ukraine zur Halbzeit für André Santos eingesetzt. Im Sommer 2011 wurde er für die Copa América in Argentinien nominiert.

## Erfolge
Coritiba
- Staatsmeisterschaft von Paraná: 2003, 2004

Sevilla
- UEFA-Pokal: 2006, 2007
- UEFA Super Cup: 2006
- Spanischer Pokal: 2007
- Spanischer Superpokal: 2007

Barcelona
- Spanischer Meister: 2011, 2013, 2015, 2016
- Spanischer Pokal: 2012, 2015, 2016
- Spanischer Superpokal: 2010, 2011
- UEFA Super Cup: 2011, 2015
- UEFA Champions League: 2011, 2015
- FIFA-Klub-Weltmeister: 2011, 2015

Beşiktaş
- Türkischer Meister: 2017

Nationalmannschaft
- Juniorenweltmeister: 2003
- Copa América: 2004